# Karl August Jacob

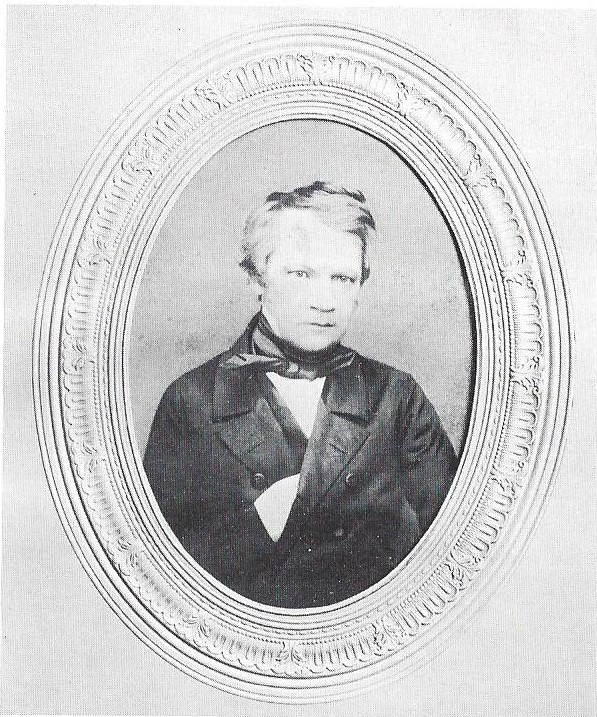
Karl August Jacob

Karl August Jacob (* 5. April 1798 in Halle (Saale); † März 1866 ebenda) war ein deutscher Unternehmer, vor allem in der Zuckerindustrie und im mitteldeutschen Bergwerkswesen.

## Leben
Karl August Jacob wurde als Sohn des praktischen Arztes Dr. Karl Gottlieb Jacob in Halle (Saale) geboren. Nach dem Besuch des Gymnasiums in Halle begann er eine kaufmännische Lehre in Leipzig. Während seiner Ausbildung verbrachte er mehrere Jahre in Amsterdam und Braunschweig. 1826 wurde Jacob Teilhaber der Materialwarenhandlung Friedr. Dürcking & Co., die er später als Alleininhaber leitete. Gemeinsam mit Friedrich Dürcking und Ludwig Wucherer war Jacob unter anderem seit 1832 im Verein für Hallischen Handel auch wirtschaftspolitisch aktiv. 1835 gehörte er zu den Gründern der Halleschen Zuckersiederei auf Aktien, die wenig später mit dem Zuckerrübenbau begann. Er übernahm die Leitung der Zuckersiederei am Hospitalplatz, die als erste moderne industrielle Produktionsstätte in Halle auch der Industrialisierung in anderen Bereichen, wie dem Maschinenbau, wichtige Impulse verlieh.
Wirtschaftspolitisch setzte sich Jacob für höhere Zölle, vor allem auf importierten holländischen Rohrzucker ein. Im Preußischen Landtag, dem er seit 1849 als Abgeordneter der Altliberalen Mittelpartei angehörte, verfocht Jacob vehement eine Senkung der Zuckersteuer. 1850 wurde er Vorstandsmitglied des Vereins der Deutschen Zuckerindustrie und war daneben ein Förderer des Eisenbahnbaus und der landwirtschaftlichen Produktenbörse. 1854 erwarb er einen hohen Aktienanteil an der Sächsisch-Thüringischen Braunkohlen AG. Zu seinen engsten Freunden zählten Ludwig Wucherer, Johann Gottfried Boltze und Carl Degenkolb, mit denen er als Hauptinitiator und erster Generaldirektor im Jahr 1855 die Werschen-Weißenfelser Braunkohlen AG gründete.

## Ehrungen
Seit 1845 war Karl August Jacob Vorsitzender des Stadtverordnetenkollegiums Halle und seit 1849 Handelskammervorsitzender. Neben Ludwig Wucherer zählte er zu den bedeutendsten Kommunal- und Wirtschaftspolitikern seiner Heimatstadt. Um 1890 wurde eine Straße in Halle nach ihm benannt.